# Aorsi
De Aorsi, in Griekse bronnen bekend als de Aorsoi (Ἄορσοι), waren een oud Iraans volk van de Sarmatische groep, die een belangrijke rol speelden in de gebeurtenissen in de Pontische Steppe van de 1e eeuw voor Christus tot de 1e eeuw na Christus.
Ze worden vaak in verband gebracht met de gelijktijdige Euraziatische steppestaat Yancai (of Yentsai), genoemd in oude Chinese archieven. De Alanen, voor het eerst genoemd door geleerden uit het Midden-Oosten en Europa in de 1e eeuw na Christus, worden beschouwd als opvolgers van de Aorsi.

## Naam
Het etnoniem Aorsi wordt over het algemeen gekoppeld aan het Avestische auruša en het Ossetische ūrs of ors, wat 'wit' betekent. de namen Arsīyah en Arsā, genoemd door Al-Masudi en Al-Garnati in de 10-12e eeuw na Christus, kunnen ook verwant zijn. 

## Geschiedenis
De Aorsi en een geassocieerde stam, de Siraces, zouden tijdens de late 5e eeuw voor Christus vanuit Centraal-Azië naar gebieden ten noorden en westen van de Kaspische Zee zijn gemigreerd. Aangenomen wordt dat het grondgebied van de Aorsi zich oostwaarts heeft uitgebreid tot aan het Aralmeer. De belangrijkste gelijktijdige bron over de Aorsi was de Griekse geograaf Strabo, in Geographika (64/63 v.Chr. - ca. 24 n.Chr.). Strabo suggereerde dat de Aorsi zich ten noordoosten van de Siraces bevonden, die het gebied tussen het Maeotismeer (Zee van Azov) en de Kaspische Zee bewoonden. Het verst naar het oosten woonde de Boven-Aorsi. Ze bezaten het grootste grondgebied en domineerden volgens Strabo de Kaspische kust, waardoor ze de talrijkste factie konden worden. De Boven-Aorsi importeerden Indiase en Babylonische koopwaar per kameel via Armenië en Medië, waardoor ze rijk konden worden. Ze beheersten het noordelijke deel van de zijderoute. de Aorsi waren beroemd vanwege het dragen van gouden sieraden. 
Volgens Strabo kon koning Spadines van de Aorsi langs de Tanais tijdens het bewind van Pharnaces II van het Bosporuskoninkrijk een troepenmacht van 200.000 ruiters op de been brengen, terwijl de Boven-Aorsi er nog meer konden verzamelen. 
In zijn Annales schrijft Tacitus (ca. 56 n.Chr. - na 117) dat tijdens de Romeins-Bosporese Oorlog van 49 n.Chr. koning Eunones van de Adorsi [sic] de Pro-Romeinse factie van Tiberius Julius Cotys I steunde, terwijl koning Zorsines van de Siraces de anti-Romeinse Tiberius Julius Mithridates steunde. Samen met Romeinse cohorten en Romeins-bewapende Bosporanen belegerden de Aorsi de slecht versterkte stad van de Siraces en slachtten de bevolking af, waardoor hun koning Zorsines gedwongen werd gijzelaars af te staan en zich voor het beeld van keizer Claudius I neer te werpen. 
Geconfronteerd met een onvermijdelijke nederlaag, gaf Mithridates zich over en wierp zich voor de voeten van Eunones. Eunones was diep ontroerd door het lot van Mithridates en stuurde gezanten naar Claudius ter ondersteuning van het verzoek van Mithridates om zonder triomftocht te worden geëxecuteerd. Claudius stemde toe in een brief aan Eunones, en hoewel Mithridates uiteindelijk via Pontus naar Rome werd gebracht, werd hij gespaard van executie en in plaats daarvan verbannen. Na de Bosporese oorlog waren de Siraces aanzienlijk verzwakt, terwijl de Aorsi in kracht toenamen. 

## Verbanden met de Yancai en Alanen
Veel geleerden hebben zowel de Aorsi als de Alanen gelijkgesteld met de staat Yancai, ook wel bekend als Alanliao, die in eerdere Chinese archieven werd genoemd. De diplomaat Zhang Qian uit de 2e eeuw voor Christus (geciteerd door Sima Qian in hoofdstuk 123 van de Shiji), meldde dat Yancai 2.000 li (832 km) ten noordwesten van de staat Kangju lag, in de Vallei van Fergana, waarmee het soortgelijke gewoonten deelde. Yancai was gecentreerd nabij het Aralmeer en kon 100.000 bereden boogschutters verzamelen. Deze locatie op de Euraziatische steppe was vergelijkbaar met die gerapporteerd voor de Aorsi door bronnen als Strabo. Het Boek van de Late Han, welke de periode 25-220 beslaat maar pas in de 5e eeuw werd voltooid, vermeldde een rapport dat Yancai een vazalstaat van Kangju was geworden en nu bekend stond als Alanliao (Chinees: 阿蘭聊). 
Joeri Zadneprovski suggereerde dat de onderwerping van de Yancai door de Kangju in de 1e eeuw voor Christus plaatsvond. De westwaartse expansie van de Kangju dwong veel van de Aorsi en andere Sarmaten om westwaarts te migreren. Deze migratie heeft aanzienlijk bijgedragen aan de migratieperiode in Europa, die een belangrijke rol speelde in de wereldgeschiedenis. 
In de eerste eeuw na Christus bereikten de Alanen een dominante positie onder de Sarmaten die tussen de Don en de Kaspische Zee woonden. De Alanen waren een volk uit het oosten dat nauw verwant was aan de Aorsi, die ze ofwel absorbeerden of veroverden. Sommige van de Aorsi lijken westwaarts naar het noorden van de Krim te zijn gemigreerd, waar ze een semi-onafhankelijk bestaan onderhielden. Ptolemaeus spreekt ook over de Alanorsi, wat suggereert dat er een soort fusie tussen hen had plaatsgevonden. 